# مخرج 7 (مسلسل)
مخرج 7، مسلسل سعودي كوميدي. يتناول تطور الحياة في المجتمع السعودي، وما يحدث من تغييرات على الحياة بصفة عامة، من بطولة ناصر القصبي، وتأليف خلف الحربي وإخراج أوس الشرقي.

## قصة المسلسل
تدور أحداث المسلسل حول موظف حكومي من الطبقة المتوسطة يدعى «دوخي»، حيث سيقع في مأزق يجبره الزواج سرًا من مديرته في الشركة «لولو»، مما سيوقعه في إشكاليات مضحكة لا حدود لها.
- أثار عرض الحلقة الثانية من المسلسل جدلاً بسبب موضوع «التطبيع مع إسرائيل».[4]